# Julio Rocha
Júlio César Rocha (São Paulo, 22 de outubro de 1979) é um ator e apresentador brasileiro. Ganhou notoriedade em Duas Caras, em 2007. No cinema fez participações nos filmes Não Me Deixe em Casa de 2009 e Eu odeio o Orkut de 2011.

## Carreira
O ator iniciou sua carreira aos quinze anos de idade, quando participou de “Bailei na Curva”. A partir daí, atuou em “Nossa vida em família”, “O caso dos dez negrinhos”, “Queda e ascensão da cidade de Mahagony”, “Patty Diphusa de Pedro Almodovar”, “Cuidado, garoto apaixonado”, de Toni Brandão, que dado o sucesso, ganhou o prêmio APCA de melhor peça infanto-juvenil de 1997.  Na televisão teve papéis de destaque como o ambicioso João Batista na novela Duas Caras, como Edgar em Caras & Bocas e como Enzo em Fina Estampa.
Em 2013, fez parte da novela Amor à Vida, interpretando o Dr. Jacques. Em março de 2021, é anunciado como novo apresentador do programa TV Fama. Em maio de 2021, se desliga do TV Fama na Rede TV, após ser alvo de crítica por seu desempenho.

## Vida Pessoal
Em 2017 começou a se relacionar com a administradora e médica veterinária catarinense Karoline Kleine Buckstegge, com quem foi viver junto com poucos meses de namoro. Em novembro de 2018 anunciou para a imprensa que seria pai. Em 21 de fevereiro de 2019, às 09:17 da manhã, em São Paulo, nasceu de parto normal o primeiro filho de Júlio Rocha, o menino José Buckstegge Rocha. Em 08 de Junho de 2020 nasceu o segundo filho do casal Eduardo.

## Filmografia

### Televisão
| Ano     | Título                    | Personagem                     | Notas                                           |
| ------- | ------------------------- | ------------------------------ | ----------------------------------------------- |
| 1999    | Louca Paixão              | Rodrigo                        | Episódio: "17 de agosto"                        |
| 2001    | Porto dos Milagres        | Luciano                        | Episódio: "20 de junho"                         |
| 2001    | Sandy & Junior            | Fausto                         | Episódio: "Bola pra Frente que Atrás vem Gente" |
| 2004    | A Diarista                | Betão                          | Episódio: "O Hospital"                          |
| 2006    | Belíssima                 | Paulão                         | Episódios: "6–7 de abril"                       |
| 2006    | Bang Bang                 | Baby Face                      | Episódios: "15–21 de abril"                     |
| 2007    | Paraíso Tropical          | Wagner                         | Episódios: "29 de março–25 de abril"            |
| 2007    | Pé na Jaca                | Léo                            | Episódios: "15 de maio–21 de junho"             |
| 2007    | A Pedra do Reino          | Dr. Pedro Gouveia              |                                                 |
| 2007    | Duas Caras                | João Batista da Conceição (JB) |                                                 |
| 2008    | Casos e Acasos            | Uesley                         | Episódio: "A Noiva, o Desempregado e o Fiscal"  |
| 2008    | Guerra & Paz              | Olavo                          | Episódio: "Lavanda e Vermelho"                  |
| 2008    | Faça Sua História         | Jackson Maia                   | Episódio: "Caramuru"                            |
| 2009    | Geral.com                 | Empresário                     | Episódio: "Ger@l.show"                          |
| 2009    | Caras & Bocas             | Edgar Tito Pereira             |                                                 |
| 2011    | Fina Estampa              | Enzo Pereira                   |                                                 |
| 2012    | Dança dos Famosos         | Participante                   | Temporada 9                                     |
| 2013    | Pé na Cova                | Marcinho Azeitona              | Episódio: "Toma Que o Defunto É Teu"            |
| 2013    | Amor à Vida               | Jacques Sampaio                |                                                 |
| 2015    | Super Chef Celebridades   | Participante                   | Temporada 4                                     |
| 2015    | Vai que Cola              | DJ Richard                     | Episódio: "Era Uma Vez no Cerol"                |
| 2015    | Os Homens São de Marte... | Iran                           | Episódio: "Tempo Amigo"                         |
| 2018–19 | Ilha de Ferro             | Sileno                         |                                                 |
| 2021    | TV Fama                   | Apresentador                   |                                                 |
| 2024    | Dra. Darci                | Inácio                         |                                                 |
| 2025    | Três Graças               | Edilberto                      |                                                 |

### Cinema
| Ano  | Título               | Personagem        | Notas          |
| ---- | -------------------- | ----------------- | -------------- |
| 2009 | Não Me Deixe em Casa | André             | Curta-metragem |
| 2011 | Eu odeio o Orkut     | Giácomo           | Comédia        |
| 2012 | Meu Pai É Figurante  | Diretor de novela |                |
| 2021 | Amigas de Sorte      | Davi              |                |